# 小住健蔵
小住 健蔵（こずみ けんぞう、1933年11月 - ）は、北朝鮮による拉致被害者、政府認定の拉致被害者（西新井事件の被害者）。1979年（昭和54年）から1980年（昭和55年）にかけて、北朝鮮の工作員チェ・スンチョル（通称「朴」）によって拉致された。いわゆる「背乗り拉致」の被害者である。

## 人物・略歴

### 前半生
小住健蔵は1933年（昭和8年）11月、樺太に生まれた。小学校・中学校を樺太で終え、1948年（昭和23年）、引揚船で北海道函館市に引き揚げてきた。引揚が遅れたのは、父親が土木技師をしており、ソ連占領後も技師として働けと命じられたためであった。内地に戻ってからは、北海道函館工業高等学校定時制課程に入学したが、体調が思わしくなく中退した。母が1960年（昭和35年）に亡くなり、翌1961年（昭和36年）3月、妹が見送るなか、青函連絡船に乗って東京に就職した。東京では最初板橋区の家具屋に勤め、のち転職して旋盤工などの仕事に就き、山谷で労働者生活を送っていたが、函館の家とはほとんど音信不通の状態がつづいた。

### 背乗り
1985年（昭和60年）3月に発覚した西新井事件の主犯で北朝鮮工作員のチェ・スンチョル（通称、「朴」）は、1980年（昭和55年）4月に小住健蔵の戸籍を函館市から東京都足立区に移した後、小住名義の旅券や運転免許証を不正に取得して「小住健蔵」その人として行動した。この際、戸籍の移動を不審に思った小住の姉と妹が電話番号を調べ、小住健蔵に電話をかけたが、チェが同居人として電話に出て「彼はいま麻雀に行っている」などと応対し、数回にわたって誤魔化し続けた。チェは1980年6月16日に小住健蔵名義のパスポートを取得し、それを用いて東南アジアやヨーロッパ、具体的にはイギリス領香港、マレーシア、タイ王国、西ドイツ、大韓民国などを計6回訪れた。チェは偽名を用いて足立区西新井に居を定め、日本人女性を騙して内縁関係を持ち、1972年には福島県出身の小熊和也の戸籍を奪って小熊になりすまし、小熊名義の旅券で海外に渡航する一方、足がつくことを恐れ、在日朝鮮人の金錫斗（江口智）に小熊の拉致を命じていた。小熊が1976年に死去したため、次に狙いを定めた相手が小住健蔵であった。
チェ・スンチョルはその後もしばらくスパイ活動をしていたが、1983年（昭和58年）2月4日、日本からマレーシアに出国したとみられる。1985年（昭和60年）3月1日、警視庁公安部外事第二課が在日朝鮮人金錫斗（当時49歳）を逮捕したことで事件が発覚した。チェ・スンチョルに対しては旅券法違反などの容疑で国際手配されているが、まだ逮捕されておらず、その行方は不明である。なお、チェ・スンチョルは1978年7月31日、新潟県柏崎市で蓮池薫（当時20歳）・奥土祐木子（当時22歳）のカップルを拉致し、工作船に乗せて北朝鮮に連れ去り、2人の自由を奪うという犯罪も犯している。
西新井事件の発覚とチェ・スンチョルの指名手配後、警察は1985年に「見破られた北朝鮮工作員－日本人になりすました大物スパイ」というパンフレットを出している。そこには比較的具体的なことが記述されており、小住健蔵名義の運転免許証とパスポートが写真付きで掲載されている。
小住健蔵本人については、北朝鮮に拉致された日本人を救出するための全国協議会（通称「救う会」）や西岡力は、チェ・スンチョル自身が拉致実行犯であり、土台人の金錫斗に対しても北朝鮮にいる家族を持ち出して脅迫したうえで工作員教育を受けさせ、小熊和也拉致命令をいったん下していた事実もあることから、北朝鮮に拉致された可能性が高いとみている。その時期は、1980年6月から数か月前、すなわち1979年から1980年にかけての時期とみている。外事警察もまた、同じころ北朝鮮に拉致された可能性が高いとしている。ほぼ同じ時期に起こった原敕晁拉致事件（辛光洙事件）では、拉致被害者の原敕晁（北朝鮮が、拉致被害者田口八重子の「結婚相手」だったが1986年に「夫婦」相次いで死亡したと説明している人物）もまた家族と連絡が絶たれており、なりすましの対象として拉致されたと考えられる点でも状況が似ている。辛光洙の場合は、金正日が辛に対して直接、「日本人を拉致して北に連行し、日本人として完全に変身した後、対韓国工作活動を続けよ」との指示を下している。なお、チェ・スンチョルの部屋の保証人になった在日韓国人李京雨（日本名、宮本明）は、大韓航空機爆破事件の実行犯のひとりでバーレーン国際空港で事情聴取中に服毒自殺した金勝一の日本人名義の不正旅券を知人にとらせた人物であり、田口八重子の勤めていた店に客として通い、彼女の拉致にかかわっていた可能性のある人物である。
2002年（平成14年）10月のクアラルンプールでの日朝交渉では、小住は田中実、松本京子とともに、日本側が北朝鮮側に安否確認をおこなっている。北朝鮮側は、入国を確認できなかったと説明している。2005年（平成17年）7月24日、「小住健蔵さんの拉致認定と未帰還者救出のための経済制裁を求める函館集会」が北海道函館市で開催された。